# 麦穗拟尾孢虫
麦穗拟尾孢虫（学名：Myxobilatus pseudorasborae）为拟尾孢科拟尾孢虫属的动物。分布于俄罗斯以及辽宁、黑龙江流域等，营寄生生活，寄生在麦穗鱼的胆囊、膀胱。